# Iklad
Iklad é um município da Hungria, situado no condado de Peste. Tem 11,21 km² de área e sua população em 2015 foi estimada em 2.061 habitantes.